# حشيشة التنين
حشيشة التنين أو تنينية (الاسم العلمي: Dracontium)، جنس نباتات جذمورية عسقولية مُزهرة معمرة من فصيلة اللوفية. تشبه نباتات أبو صافية التي توجد في العالم القديم، أما جنس حشيشة التنين ينتشر في العالم الجديد، موطنه في أمريكا الجنوبية وأمريكا الوسطى وجنوب المكسيك وجزر الهند الغربية.